# لورنس إكبيريجين
لورنس إكبيريجين (بالإنجليزية: Laurence Ekperigin)‏ مواليد 21 فبراير 1988 في بروكلين، هو لاعب كرة سلة بريطاني بدأ مسيرته الاحترافية في سنة 2010 ويحمل الرقم 13.

## فرق لعب لها
- أولسان موبيس فوبوس
- سي بي غران كناريا
- جاي إس إف نانتير

## روابط خارجية
- لورنس إكبيريجين على موقع الدوري الإسباني لكرة السلة (الإسبانية)
- لورنس إكبيريجين على موقع كرة السلة الأوروبية.كوم (الإنجليزية)
- لورنس إكبيريجين على موقع ريلجم (الإنجليزية)
- لورنس إكبيريجين على موقع بروبوليرز (الإنجليزية)
- لورنس إكبيريجين على موقع سبورتس رفرنس (الإنجليزية)